# Cerro Cedral (berg)
Cerro Cedral är ett berg i Costa Rica.   Det ligger i provinsen San José, i den centrala delen av landet, 11 km sydväst om huvudstaden San José. Toppen på Cerro Cedral är 2 420 meter över havet, eller 902 meter över den omgivande terrängen. Bredden vid basen är 18,8 km. Cerro Cedral ingår i Fila de Cedral.
Terrängen runt Cerro Cedral är kuperad åt nordost, men åt sydväst är den bergig. Runt Cerro Cedral är det mycket tätbefolkat, med 1 313 invånare per kvadratkilometer. Närmaste större samhälle är San José, 10,7 km nordost om Cerro Cedral. Runt Cerro Cedral är det i huvudsak tätbebyggt.